# Estados principescos de la India

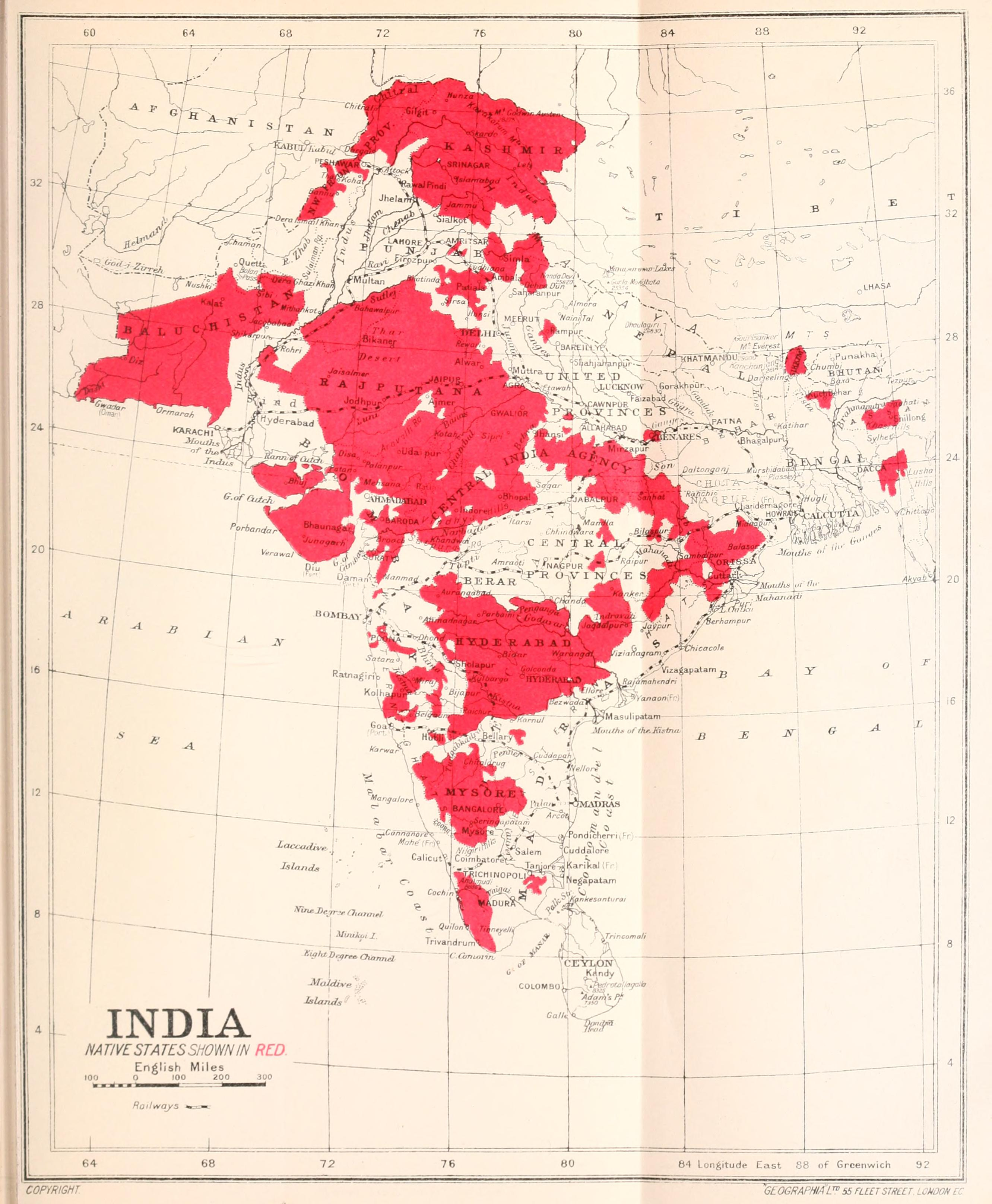
Estados principescos en 1915, en rojo.

Un Estado nativo (también denominado Estado principesco, Estado indio o principado de la India) era una entidad nominalmente soberana de la India británica que no era gobernada de forma directa por los británicos, sino por un gobernante indio bajo un esquema de gobierno indirecto, sujeto a una alianza subsidiaria y la suzeranía de la Corona británica.
Oficialmente había 565 Estados nativos en la India cuando obtuvo su independencia en 1947, pero la gran mayoría solo tenían acuerdos con el virrey de la India para proveer servicios y recolectar impuestos. Solo los 21 estados más grandes contaban con gobiernos estatales, y de ellos solo cuatro eran grandes (Hyderabad, Mysore, Baroda y Jammu y Cachemira). Entre 1947 y 1949 ellos se incorporaron a alguna de las dos nuevas naciones independientes. El proceso de acceso fue fundamentalmente pacífico excepto en el caso de Jammu y Cachemira (que fueron divididos en un proceso difícil entre India y Pakistán) y Hyderabad. Finalmente todos los príncipes fueron forzados a retirarse.

## Relación británica con los Estados principescos

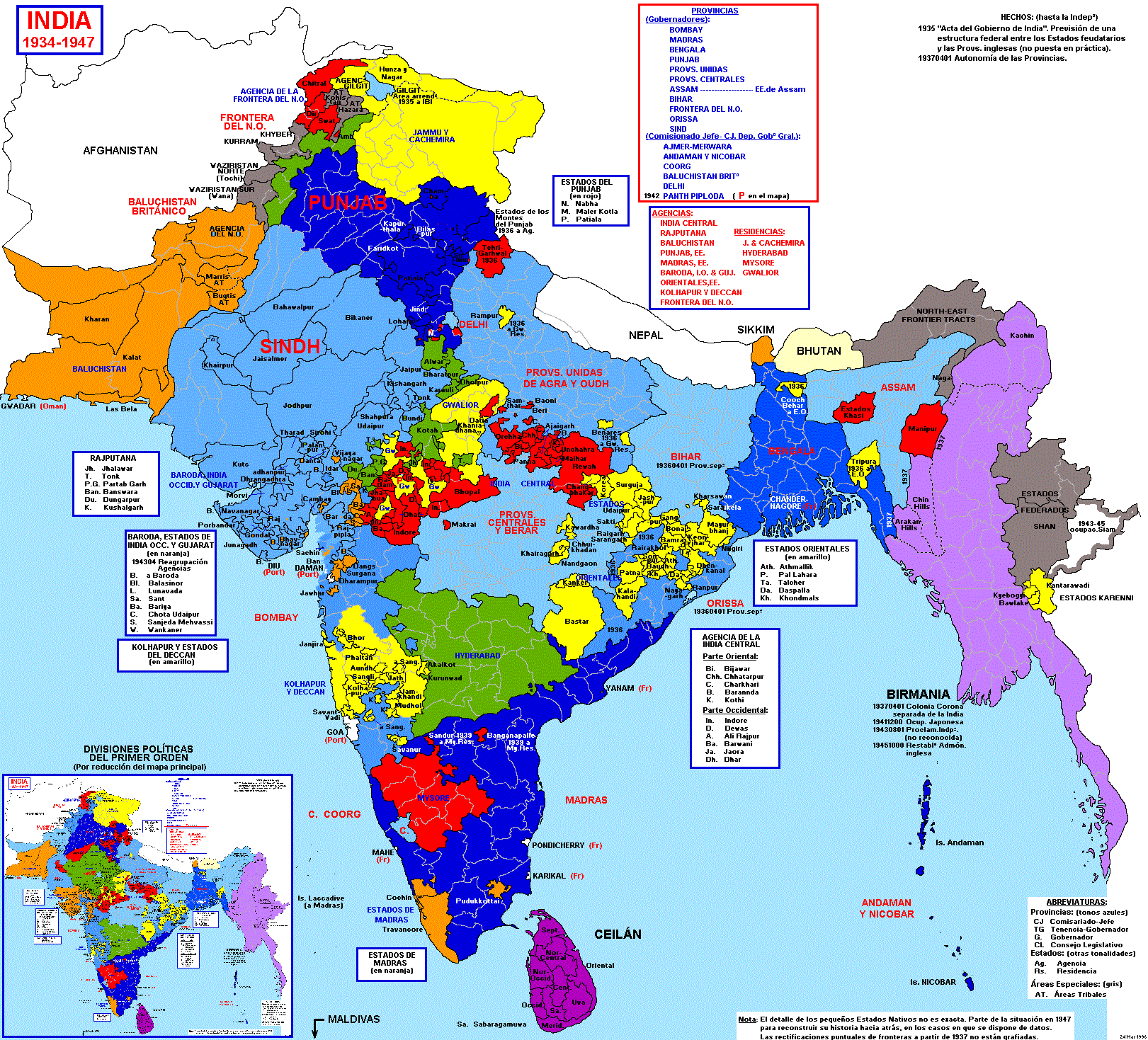
Estados principescos y demás estados tributarios de la India británica.

India bajo el Raj británico (el "Imperio de la India") constaba de dos tipos de territorio: la India británica y los Estados nativos o Estados principescos. En su Ley de Interpretación de 1889, el parlamento británico adoptó las siguientes definiciones:

(4.) La expresión "India británica" significará todos los territorios y lugares dentro de los dominios de Su Majestad que están gobernados por Su Majestad por el Gobernador General de la India o por cualquier gobernador u otro oficial subordinado al Gobernador General de la India.

(5.) La expresión "India" significará India británica junto con cualquier territorio de cualquier príncipe o jefe nativo bajo la suzeranía de Su Majestad ejercida a través del Gobernador General de la India, o por medio de cualquier gobernador u otro oficial subordinado al Gobernador General de la India.

En general, el término "India británica" se había usado (y todavía se usa) también para referirse a las regiones bajo el dominio de la Compañía de las Indias Orientales en India desde 1774 hasta 1858.
La suzeranía de la Corona Británica sobre 175 Estados principescos, generalmente los más grandes e importantes, fue ejercida por el gobierno central de la India británica bajo el virrey; los restantes, aproximadamente cuatrocientos, fueron influenciados por agentes responsables ante los gobiernos provinciales de la India británica bajo un gobernador, teniente gobernador o comisionado jefe. La jurisdicción de los tribunales de justicia proporcionó una clara distinción entre "dominio" y "suzeranía": la ley de la India británica se basaba en la legislación promulgada por el Parlamento británico, y los poderes legislativos que esas leyes correspondieron a los diversos gobiernos de la India británica, tanto centrales como locales; en contraste, las cortes de los estados principescos existían bajo la autoridad de los respectivos gobernantes de esos estados.

## Estatus principesco y títulos

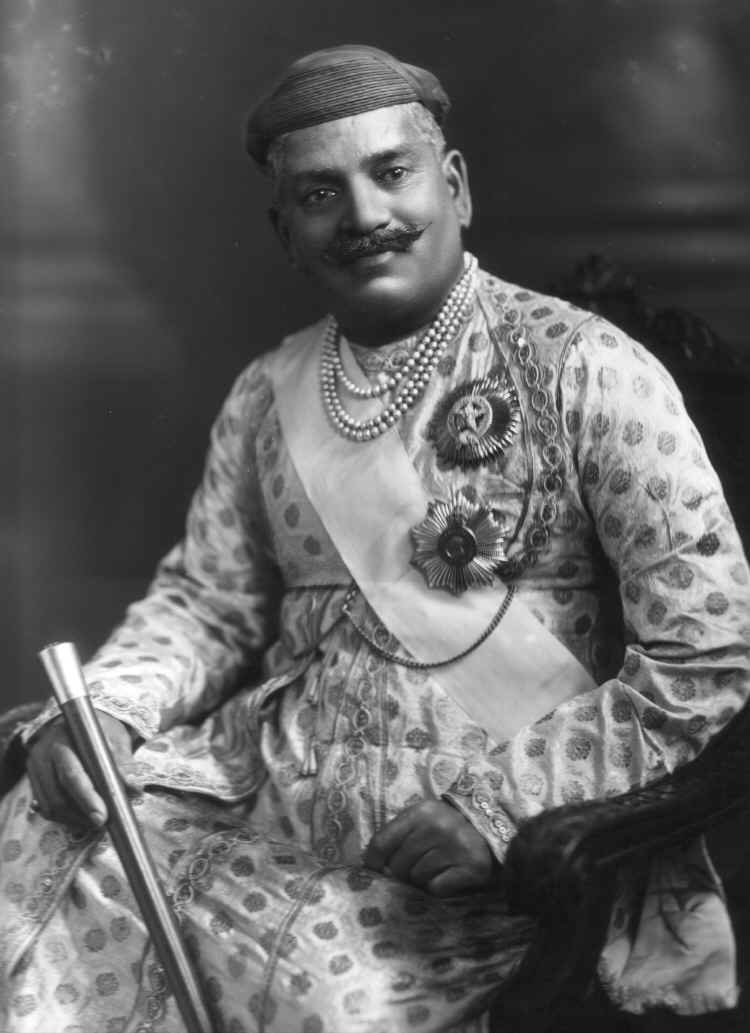
Su Alteza Sayaji Rao Gaekwad III Sena Khas Khel Shamsher Bahadur GCSI, GCIE, KIH (saludo de 21 armas), majarash maratha de Baroda.

Los gobernantes indios llevaban varios títulos, incluyendo wadiyar (por los majarash reales de Mysore), Chhatrapati (utilizado exclusivamente por la dinastía 3 Bhonsle de la marathas) o badshah (emperador), maharajá o rajá (rey), nabab (gobernador), thakur o thakore, nizam, wāli, inamdar, saranjamdar y muchos otros. Cualquiera que sea el significado literal y el prestigio tradicional del título real del gobernante, el gobierno británico los tradujo a todos como "príncipe", para evitar la implicación de que los gobernantes nativos podrían ser "reyes" con un estatus igual al del monarca británico.
Los gobernantes hindúes más prestigiosos (que en su mayoría existían antes del Imperio mogol, o que se habían separado de tales estados antiguos) a menudo usaban el título "rajá" o una variante como "rana," "rao," "rawat" o "rawal". También en esta clase había varios thakur sahibs y algunos títulos particulares, como sar desai, rajá inamdar o saranjamdar.
Los gobernantes hindúes más prestigiosos generalmente tenían el prefijo "maha" o "maja" ("grande", compárese, por ejemplo, Gran duque) en sus títulos, como en maharajá, majarana, maharao, etc. Los estados de Travancore y Cochín tenían reinas gobernantes estilo maharaní, generalmente las formas femeninas se aplicaban solo a hermanas, esposas y viudas, que sin embargo podían actuar como regentes.
También hubo títulos compuestos, como (maha)rajadhiraj, raj-i-rajgan, a menudo reliquias de un elaborado sistema de títulos jerárquicos bajo los emperadores mogoles. Por ejemplo, la adición del adjetivo "bahadur" elevó el estatus del titular en un nivel.
Además, la mayoría de las dinastías usaban una variedad de títulos adicionales, como varma en el sur de la India. Esto no debe confundirse con varios títulos y sufijos que no son específicos de los príncipes, sino que son utilizados por (sub)castas enteras.
Los príncipes sijs concentrados en Punyab generalmente adoptaban títulos de tipo hindú al alcanzar el rango principesco; se usó en un nivel inferior al de sardar.
Los gobernantes musulmanes casi todos usaron el título "nabab" (el honorífico árabe de naib, "diputado", usado por los gobernadores mogoles, que se convirtieron de facto en autónomos con la decadencia del Imperio mogol), con las excepciones prominentes del nizam de Hyderabad y Berar, el wāli/kan de Kalat y el wāli de Swat. Otros títulos menos habituales incluyen darbar sahib, dewan, jam, mehtar (exclusivo de Chitral) y mir (de Emir).

## Precedencia y prestigio
Sin embargo, la importancia real de un Estado principesco no se puede leer en el título de su gobernante, que generalmente se "concedía" (o al menos se reconocía) como un favor, a menudo en reconocimiento por la lealtad y los servicios prestados al Imperio mogol. Aunque algunos títulos se concedieron una vez o incluso repetidamente, no hubo actualización automática cuando un estado ganó o perdió poder real. De hecho, incluso se otorgaron títulos principescos a los titulares de dominios (principalmente jagires) e incluso zamindares (recaudadores de impuestos), que no eran estados en absoluto. Varias fuentes dan números significativamente diferentes de estados y dominios de los diversos tipos. Incluso en general, la definición de títulos y dominios claramente no está bien establecida. Tampoco existe una relación estricta entre los niveles de los títulos y las clases de saludos de armas, la medida real de precedencia, sino simplemente un porcentaje creciente de títulos más altos en las clases con más armas.

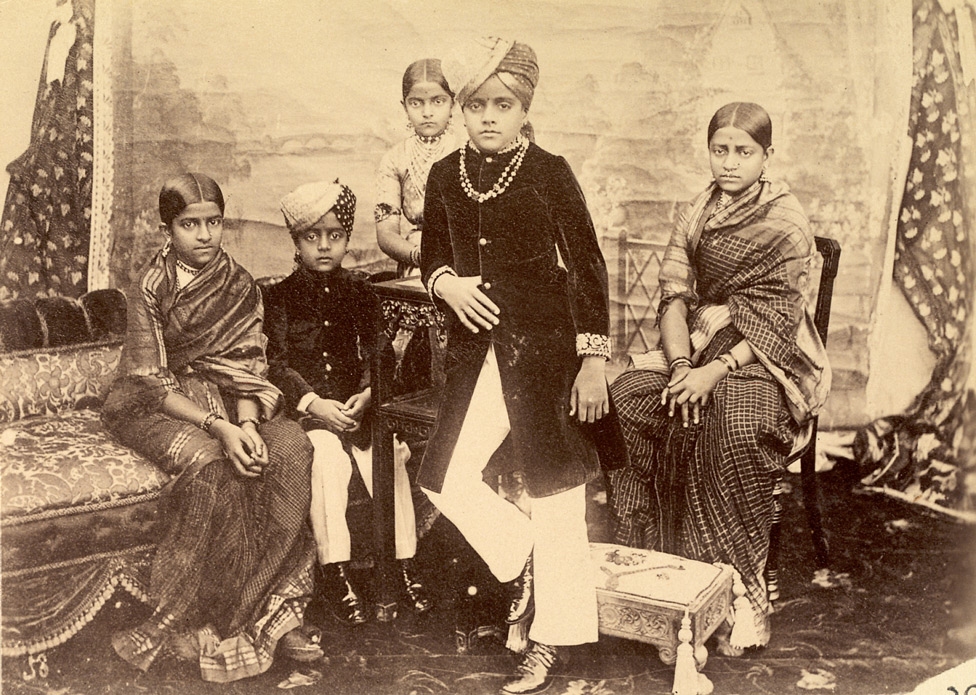
Una fotografía grupal de 1895 del Krishnaraja Wadiyar IV de once años, gobernante del principesco estado de Mysore al sur de la India, con sus hermanos y hermanas. En 1799, los británicos le habían concedido a su abuelo, que entonces tenía cinco años, el dominio de Mysore y lo habían obligado a formar una alianza subsidiaria. Posteriormente, los británicos gobernaron directamente el estado entre 1831 y 1881.

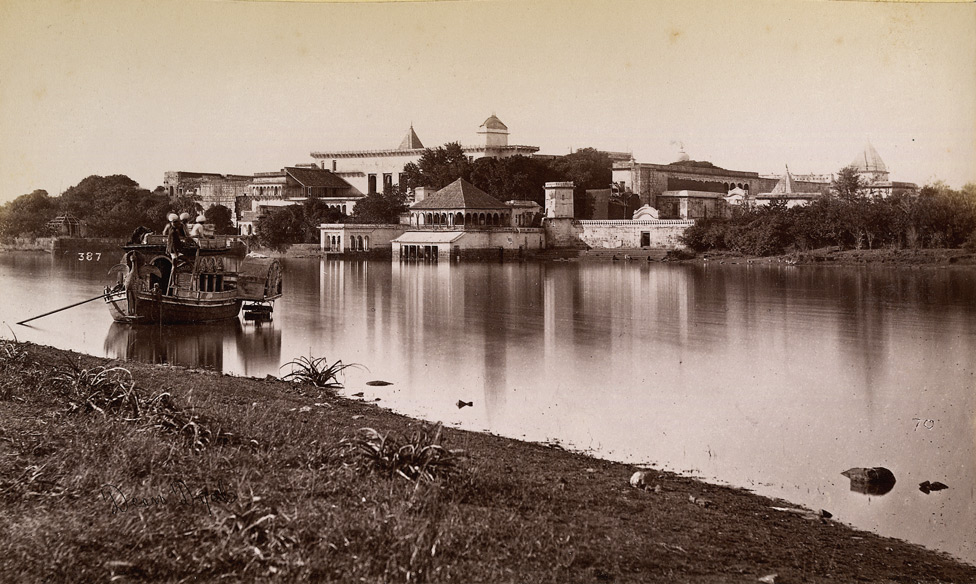
El Palacio Govindgarh del Maharajá de Rewa. El palacio que fue construido como un pabellón de caza más tarde se hizo famoso por los primeros tigres blancos que se encontraron en la jungla adyacente y se criaron en el zoológico del palacio.

El sistema saludo de armas se utilizó para establecer de forma inequívoca la precedencia de los principales gobernantes en el área en la que la Compañía Británica de las Indias Orientales estaba activa, o en general de los estados y sus dinastías. Los gobernantes principescos tenían derecho a ser saludados mediante el disparo de un número impar de armas entre 3 y 21, con un mayor número de armas indicando un mayor prestigio. (Había muchos gobernantes menores que no tenían derecho a ningún saludo con armas de fuego, y como regla general, la mayoría de los príncipes que saludaron con armas tenían al menos nueve, con números por debajo de la prerrogativa de los jeques costeros árabes también bajo protección británica). el número de armas siguió siendo el mismo para todos los gobernantes sucesivos de un estado en particular, pero a los príncipes individuales a veces se les concedían armas adicionales a título personal. Además, a los gobernantes a veces se les concedían saludos de armas adicionales solo dentro de sus propios territorios, lo que constituía una semipromoción.
Si bien los estados de todos estos gobernantes (alrededor de 120) se conocían como estados de saludo, había muchos más estados de menor prestigio que no eran de saludo, e incluso más príncipes (en el sentido más amplio del término) no incluso reconocido como tal. Por otro lado, a las dinastías de ciertos estados difuntos se les permitió mantener su estatus principesco; se les conocía como pensionados políticos. Hay ciertas propiedades de la India británica que se consideraron que los Saranjams políticos tienen el mismo estatus principesco. Aunque ninguno de estos príncipes recibió saludos de armas, los títulos principescos en esta categoría fueron reconocidos entre ciertos vasallos de los estados de saludo, y ni siquiera estaban en relación directa con los principales poder.
Después de la independencia de la India, el maharana de Udaipur desplazó al nizam de Hyderabad como el príncipe más antiguo de la India, porque Hyderabad no había accedido al nuevo Dominio de la India, y el estilo "Alteza" se extendió a todos los gobernantes con derecho a saludos de 9 armas. Cuando los estados principescos se integraron en la Unión India a sus gobernantes se les prometieron privilegios continuos y un ingreso (conocido como Monedero privado en India) para su mantenimiento. Posteriormente, cuando el gobierno indio abolió el Monedero Privado en 1971, todo el orden principesco dejó de ser reconocido por la ley india, aunque muchas familias continúan conservando su prestigio social de manera informal; algunos descendientes de los gobernantes siguen ocupando un lugar destacado en la política regional o nacional, la diplomacia, los negocios y la alta sociedad.
En el momento de la independencia de la India, solo cinco gobernantes: el nizam del Hyderabad, el maharajá de Mysore, el maharajá de Jammu y Cachemira, el maharajá Gaekwad de Baroda y el maharajá Scindia de Gwalior, tenían derecho a un saludo de 21 disparos. Cinco más: el nawab de Bhopal, el maharajá Holkar de Indore, el maharana de Udaipur, el maharana de Kolhapur y el maharajá de Travancore, tenían derecho a saludos de 19 armas. El gobernante principesco más antiguo era el nizam de Hyderabad, que tenía derecho al estilo único de "Alteza Exaltada". Otros gobernantes principescos con derecho a saludos de 11 armas (pronto 9 armas también) o más tenían derecho al estilo "Alteza". Los gobernantes con derecho a saludos de armas menores no utilizaron un estilo especial.
Como gobernante supremo y sucesor de los mogoles, el Rey-Emperador de la India británica, para quienes el título de Majestad estaba reservado, tenían derecho a un saludo imperial de 101 cañones; en la tradición europea también es el número de cañones disparados para anunciar el nacimiento de un heredero (varón) al trono.
Todos los gobernantes principescos eran elegibles para ser nombrados en ciertas órdenes británicas de caballería asociadas con la India, la Orden Más Exaltada de la Estrella de la India y la Más Eminente Orden del Imperio de la India. Las mujeres podrían ser designadas como "Caballeros" (en lugar de Dames) de estas órdenes. Los gobernantes con derecho a saludos de 21 y 19 cañones eran normalmente designados para el rango más alto, Caballero Gran Comandante de la Orden de la Estrella de la India.
Muchos príncipes indios sirvieron en el ejército británico, el ejército del India británica (ejército indio), o en la guardia local o las fuerzas policiales, a menudo ascendiendo a altos rangos; algunos incluso sirvieron mientras estaban en el trono. Muchos de ellos fueron designados como Aide de camp, ya sea para el príncipe gobernante de su propia casa (en el caso de parientes de tales gobernantes) o, de hecho, para el rey-emperador británico. Muchos estuvieron en servicio activo, tanto en el subcontinente como en otros frentes, durante las dos guerras mundiales.
Aparte de los miembros de las casas principescas que ingresaron al servicio militar y que se distinguieron, un buen número de príncipes recibieron grados honorarios como oficiales en las fuerzas armadas británicas e indias. Esos rangos se otorgaron en función de varios factores, incluida su herencia, linaje, saludo de armas (o falta de uno), así como el carácter personal o las tradiciones marciales. Después de la Primera y Segunda Guerra Mundial, los gobernantes principescos de varios de los estados principales, incluidos Gwalior, Kolhapur, Patiala, Bikaner, Jaipur, Jodhpur, Jammu y Cachemira e Hyderabad, recibieron rangos de oficiales generales honorarios como resultado de sus contribuciones al esfuerzo de guerra.
Tampoco era inusual que los miembros de las casas principescas fueran designados para varias oficinas coloniales, a menudo lejos de su estado natal, o que ingresaran en el cuerpo diplomático.

## Doctrina del lapso
Un aspecto controvertido del gobierno de la Compañía de las Indias Orientales fue la doctrina del lapso, una política según la cual las tierras cuyo gobernante feudal murió (o de otra manera se volvió incapaz de gobernar) sin un heredero biológico masculino (a diferencia de un hijo adoptivo) se convertirían en territorio controlado directamente por la Compañía y un hijo adoptivo no se convertiría en el gobernante del estado principesco. Esta política iba en contra de la tradición india donde, a diferencia de Europa, era mucho más aceptada la norma que un gobernante nombrara a su propio heredero.
La doctrina del lapso fue seguida con más vigor por el gobernador general James Andrew Broun-Ramsay), 10.º conde (más tarde 1.º marqués) de Dalhousie. Dalhousie anexó siete estados, incluidos Awadh (Oudh), cuyos nawabs había acusado de desgobierno, y los estados maratha de Nagpur, Jhansi y Satara, y Sambalpur. El resentimiento por la anexión de estos estados se convirtió en indignación cuando las reliquias de los maharajás de Nagpur fueron subastadas en Calcuta. Las acciones de Dalhousie contribuyeron al creciente descontento entre las castas superiores que desempeñaron un papel importante en el estallido del motín indio de 1857. El último badshah (emperador) mogol, a quien muchos de los amotinados vieron como una figura decorativa alrededor del cual reunirse, fue depuesto tras su supresión.
En respuesta a la impopularidad de la doctrina, se interrumpió con el fin del gobierno de la Compañía y la asunción del Parlamento británico del poder directo sobre la India.

## Gobierno imperial

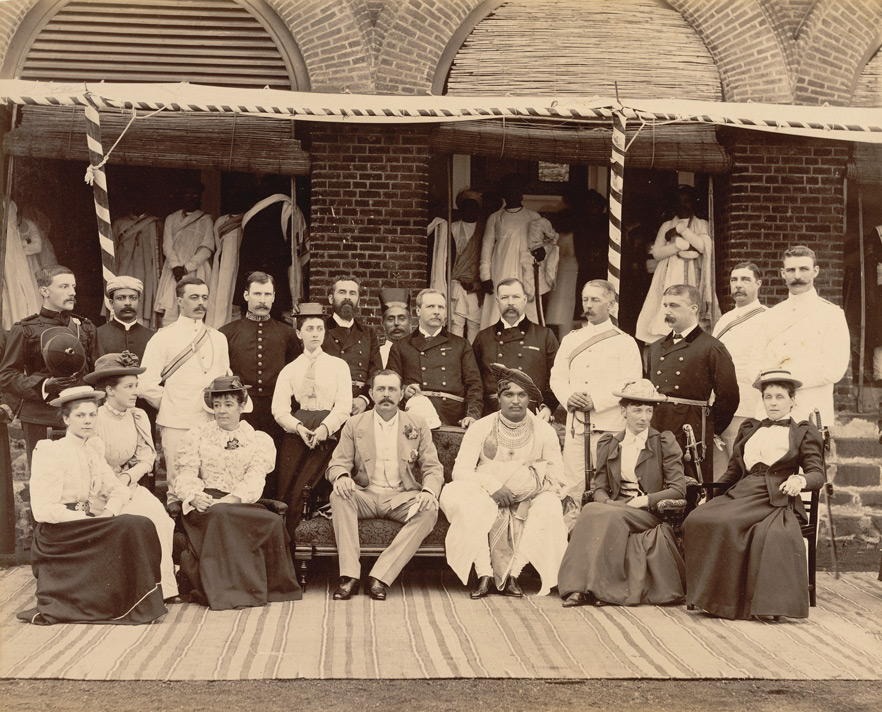
Fotografía (1894) de Shahaji II Bhonsle, maharajá de Kolhapur, de 19 años visitando al residente británico y su personal en la Residencia.

Por tratado, los británicos controlaban absolutamente los asuntos externos de los estados principescos. Como los estados no eran posesiones británicas, retuvieron el control sobre sus propios asuntos internos, sujeto a un grado de influencia británica que en muchos estados fue sustancial.
A principios del siglo XX, las relaciones entre los británicos y los cuatro estados más grandes: Hyderabad, Mysore, Jammu y Cachemira y Baroda, estaban directamente bajo el control del Gobernador General de la India, en la persona de un Residente británico. Dos agencias, para Rajputana e India Central, supervisaron 20 y 148 estados principescos respectivamente. Los restantes estados principescos tenían sus propios oficiales políticos británicos, o agentes, que respondían a los administradores de las provincias de la India. Los agentes de cinco estados principescos estaban entonces bajo la autoridad de Madrás, 354 bajo Bombay, 26 de Bengala, dos bajo Assam, 34 en Punjab, quince en las Provincias centrales y Berar y dos en Provincias Unidas.

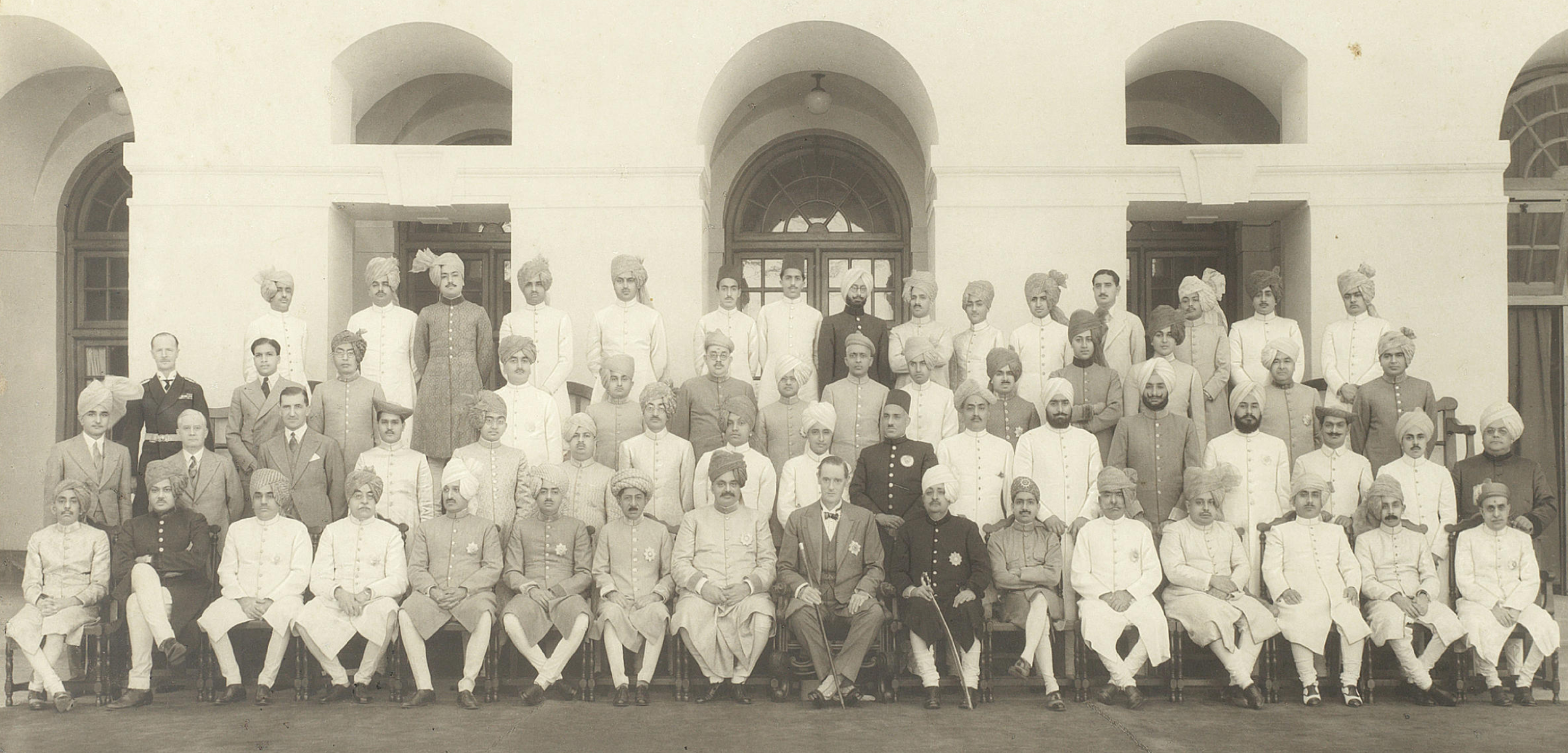
Reunión de la Cámara de los Príncipes en marzo de 1941.

La Cámara de los Príncipes ("Narender Mandal" o "Narendra Mandal") fue una institución establecida en 1920 por una Proclamación Real del Rey-Emperador para proporcionar un foro en el que los gobernantes pudieran expresar sus necesidades y aspiraciones al gobierno. Sobrevivió hasta el final del India británica en 1947.
A principios de la década de 1930, la mayoría de los estados principescos cuyas agencias estaban bajo la autoridad de las provincias de la India se organizaron en nuevas agencias, que dependían directamente del gobernador general, siguiendo el modelo de las agencias de la India Central y Rajputana: la Agencia de los Estados del Este, Agencia de los Estados de Punjab, Agencia de Baluchistán, Agencia de los Estados de Deccan, Agencia de los Estados de Madrás y Agencia de los Estados de la Frontera del Noroeste. La Residencia de Baroda se combinó con los estados principescos de la presidencia norteña de Bombay en Baroda, Estados del Oeste y Agencia de Guyarat. Gwalior fue separado de la Agencia de la India Central y se le asignó su propio residente, y los estados de Rampur y Benarés, anteriormente con agentes bajo la autoridad de las Provincias Unidas, fueron colocados bajo la Residencia de Gwalior en 1936. Los estados principescos de Sandur y Banganapalle en la Presidencia de Mysore fueron transferidos a la agencia del residente de Mysore en 1939.

## Lista corta de estados nativos en 1909

Estados principescos en 1909.

Los estados nativos en 1909 incluían cinco estados grandes que estaban en "relaciones políticas directas" con el gobierno de la India.
Para obtener la lista completa de estados principescos en 1947, consulte Anexo:Estados principescos de la India.

### En relación directa con el Gobierno Central
| Nombre del estado principesco | Área (en millas cuadradas) | Población en 1901 | Ingresos aproximados del estado (en cien mil rupias) | Título, etnia y religión del gobernante | Saludo de armas para gobernante     | Designación de funcionario político local |
| ----------------------------- | -------------------------- | --- | ---------------------------------------------------- | --------------------------------------- | ----------------------------------- | ----------------------------------------- |
| Hyderabad                     | 82 698                     | aprox. 11.14 millones (en su mayoría hindúes con una minoría musulmana considerable)                                              | 359                                                  | Nizam, túrquico, islam sunita           | 21                                  | Residente en Hyderabad                    |
| Mysore                        | 29 444                     | 5.53 millones (en su mayoría hindú)                                                                                               | 190                                                  | Maharajá, arasu, hindú                  | 21                                  | Residente en Mysore                       |
| Baroda                        | 8 099                      | 1.95 millones (principalmente hindú)                                                                                              | 123                                                  | Maharajá, maratha, hindú                | 21                                  | Residente en Baroda                       |
| Jammu y Cachemira             | 80 900                     | 2.91 millones incluyendo Gilgit, Baltistán (Skardu), Ladakh, y Punch (en su mayoría musulmanes, hindúes y budistas considerables) | 87                                                   | Maharajá, dogra, hindú                  | 19 (21 dentro de Jammu y Cachemira) | Residente en Jammu y Cachemira            |
| Total                         | 201 141                    | 24.53 millones | 759                                                  |                                         |                                     |                                           |

### Bajo un gobierno provincial
| Nombre del estado principesco                                                                        | Área (en millas cuadradas) | Población (en 1901)                             | Ingreso aproximado del estado (en cientos de miles de rupias) | Titulo, etnicidad y religion del lider | Salvas de saludo para el gobernante                            | Designación de político oficial local                             |
| 52 estados en Birmania (todos excepto los estados Karen que estaban incluidos en la India británica) |                            |                                                 |                                                               |                                        |                                                                |                                                                   |
| Hsipaw (Thibaw)                                                                                      | 5086                       | 105 000 (budistas)                              | 3                                                             | Sawbwa, Shan, budista                  | 9                                                              | Superintendente de los estados shan del norte                     |
| Kengtung                                                                                             | 12 000                     | 190 000 (budistas)                              | 1                                                             | Sawbwa, Shan, budista                  | 9                                                              | Superintendente de los estados shan del sur                       |
| Mongnai                                                                                              | 2717                       | 44 000 (budistas)                               | 0.5                                                           | Sawbwa, Shan, budista                  | 9                                                              | Superintendente de los estados shan del sur                       |
| 5 karen estados                                                                                      | 4830                       | 45 795 (budistas y animistas)                   | 0.5                                                           |                                        |                                                                | Superintendente de los estado shan del sur                        |
| 44 otros estados                                                                                     | 42 198                     | 792 152 (budistas y animistas)                  | 8.5                                                           |                                        |                                                                |                                                                   |
| Total                                                                                                | 67 011                     | 1 177 987                                       | 13,5                                                          |                                        |                                                                |                                                                   |
| 30 Estados bajo la suzeranía del Gobierno Provincial de Bengala                                      |                            |                                                 |                                                               |                                        |                                                                |                                                                   |
| Sikkim                                                                                               | 2818                       | 59 014 (principalmente budista e Hindu)         | 1                                                             | Maharaja, Tibetana, Budista            | 15                                                             | Political Officer, Sikkim                                         |
| Cooch Behar                                                                                          | 1307                       | 566 974 (principalmente (hindúes y musulmanes)  | 24                                                            | Maharaja, Kshattriya, Brahmo           | 13                                                             | Comisionado de Rajshahi (ex officio Political Agent)              |
| Hill Tippera                                                                                         | 4086                       | 173 325 (principalmente hindúes)                | 7                                                             | Raja, Kshattriya, hindú                | 13                                                             | Comisionado de Chittagong (ex officio Political Agent)            |
| Bhutan                                                                                               | 20 000                     | 250 000 (budista)                               | 2                                                             | Deb Raja, Bhotia, budista              |                                                                | Comisionado de Rajshahi (ex officio Political Agent)              |
| 26 Otros estados                                                                                     | 30 441                     | 2 949 231                                       | 44                                                            |                                        |                                                                |                                                                   |
| Total                                                                                                | 58 652                     | 3 998 544                                       | 78                                                            |                                        |                                                                |                                                                   |
| 5 estados bajo la suzeranía del Gobierno Provincial de Madras                                        |                            |                                                 |                                                               |                                        |                                                                |                                                                   |
| Travancore                                                                                           | 7091                       | 2 952 157 (principalmente hindúes y cristianos) | 100                                                           | Maharaja, Kshatriya-Samanthan, hindú   | 21 (incluidos dos salvas personal para el entonces gobernante) | Residente en Travancore y Cochin                                  |
| Cochin                                                                                               | 1362                       | 812 025 (principalmente hindúes y cristianos)   | 27                                                            | Raja, Samanta-Kshatriya, hindú         | 17                                                             | Residente en Travancore y Cochin                                  |
| Padukkottai                                                                                          | 1100                       | 380 440 (hindúes)                               | 11                                                            | Raja, Kallar, hindú                    | 11                                                             | Collector of Trichinopoly (ex officio Political Agent)            |
| 2 estados menores (Banganapalle y Sandur)                                                            | 416                        | 43 464                                          | 3                                                             |                                        |                                                                |                                                                   |
| Total                                                                                                | 9969                       | 4 188 086                                       | 141                                                           |                                        |                                                                |                                                                   |
| 354 bajo la suzeranía del Gobierno Provincial de Bombay                                              |                            |                                                 |                                                               |                                        |                                                                |                                                                   |
| Kolhapur                                                                                             | 2855                       | 910 011 (principalmente hindúes)                | 48                                                            | Maharaja, Kshatriya, hindú             | 19                                                             | Agente político para Kolhapur                                     |
| Cutch                                                                                                | 7616                       | 488 022 (principalmente hindúes)                | 20                                                            | Maharao, Jadeja Rajput, hindú          | 17                                                             | Agente político en Cutch                                          |
| Khairpur                                                                                             | 6050                       | 199 313 (principalmente musulmanes)             | 13                                                            | Mir, Talpur Baloch, musulmán           | 15                                                             | Agente político para Khairpur                                     |
| Junagarh                                                                                             | 3284                       | 395 428 (principalmente hindúes)                | 27                                                            | Nawab, Pathan, musulmán                | 11                                                             | Agent to the Governor in Kathiawar                                |
| Navanagar                                                                                            | 3791                       | 336 779 (principalmente hindúes)                | 31                                                            | Jam Sahib, Jadeja Rajput, Hindu        | 11                                                             | Agent to the Governor in Kathiawar                                |
| 349 otros estados                                                                                    | 42 165                     | 4 579 095                                       | 281                                                           |                                        |                                                                |                                                                   |
| Total                                                                                                | 65 761                     | 6 908 648                                       | 420                                                           |                                        |                                                                |                                                                   |
| Dos bajo la suzeranía del Gobierno Provincial de Provincias Unidas de Agra y Oudh                    |                            |                                                 |                                                               |                                        |                                                                |                                                                   |
| Rampur                                                                                               | 899                        | 533 212 (principalmente hindúes y musulmanes)   | 33                                                            | Nawab, Pathan, musulmán                | 13                                                             | Comisionado para Bareilly (ex officio Political Agent)            |
| Tehri (Garhwal)                                                                                      | 4180                       | 268 885 (principalmente hindúes)                | 3                                                             | Raja, Rajput, hindú                    | 11                                                             | Comisionado de Kumaun (ex officio Political Agent)                |
| Total                                                                                                | 5079                       | 802 097                                         | 36                                                            |                                        |                                                                |                                                                   |
| 15 Estados bajo la suzeranía del Gobierno Provincial de Central Provinces                            |                            |                                                 |                                                               |                                        |                                                                |                                                                   |
| Kalahandi                                                                                            | 3745                       | 284 465 (principalmente hindúes)                | 4                                                             | Raja, Rajput, Hindu                    | 9                                                              | Agente político para el Chattisgarh Feudatories                   |
| Bastar                                                                                               | 13 062                     | 306 501 (principalmente animistas)              | 3                                                             | Raja, Kshatriya, hindú                 |                                                                | Agente político para el Chattisgarh Feudatories                   |
| 13 other states                                                                                      | 12 628                     | 1 339 353 (principalmente hindúes)              | 16                                                            |                                        | 11                                                             |                                                                   |
| Total                                                                                                | 29 435                     | 1 996 383                                       | 21                                                            |                                        |                                                                |                                                                   |
| 34 Estados bajo la suzeranía del Gobierno Provincial de Punjab                                       |                            |                                                 |                                                               |                                        |                                                                |                                                                   |
| Bahawalpur                                                                                           | 15 000                     | 720 877 (principalmente musulmanes)             | 24                                                            | Nawab, Daudputra, musulmán             | 17                                                             | Agente político para los Estados de Phulkian y Bahawalpur         |
| Patiala                                                                                              | 5412                       | 1 596 692 (principalmente hindúes y Sikhs)      | 57                                                            | Maharaja, Sidhu Jat, Sikh              | 17                                                             | Agente político para los Estados de Phulkian y Bahawalpur         |
| Nabha                                                                                                | 928                        | 297 949 (principalmente hindúes y Sikhs)        | 12                                                            | Raja, Sidhu Jat, Sikh                  | 15 (including 4 guns personal to the then ruler                | Agente político para los Estados de Phulkian y Bahawalpur         |
| Jind                                                                                                 | 1259                       | 282 003 (principalmente hindúes y Sikhs)        | 15                                                            | Raja, Sidhu Jat, Sikh                  | 11                                                             | Agente político para los Estados de Phulkian y Bahawalpur         |
| Kapurthala                                                                                           | 630                        | 314 351 (principalmente musulmanes e hindúes)   | 13                                                            | 'Raja, Ahluwalia Kolal, Sikh           | 11                                                             | Comisionado de la Division Jullundur (ex-officio Political Agent) |
| Faridkot                                                                                             | 642                        | 124 912 (Sikhs, hindúes y musulmanes)           | 4                                                             | Raja, Barar Jat, Sikh                  | 11                                                             | Comisionado de la Division Jullundur (ex-officio Political Agent) |
| 28 otros estados                                                                                     | 12 661                     | 1 087 614                                       | 30                                                            |                                        |                                                                |                                                                   |
| Total                                                                                                | 36 532                     | 4 424 398                                       | 155                                                           |                                        |                                                                |                                                                   |
| 26 Estados bajo la suzeranía del Gobierno Provincial de Assam                                        |                            |                                                 |                                                               |                                        |                                                                |                                                                   |
| Manipur                                                                                              | 8456                       | 284 465 (principalmente hindúes y animistas)    | 4                                                             | 'Raja, Kshatriya, Hindu                | 11                                                             | Agente político en Manipur                                        |
| 25 Khasi States                                                                                      | 3900                       | 110 519 (Khasis y cristianos)                   | 0.5                                                           |                                        |                                                                | Comisionado diputado, Khasi y Jaintia Hills                       |
| Total                                                                                                | 12 356                     | 394 984                                         | 4.5                                                           |                                        |                                                                |                                                                   |